# Bonnevaux (Haute-Savoie)
Bonnevaux ist eine französische Gemeinde im Département Haute-Savoie in der Region Auvergne-Rhône-Alpes.

## Geographie
Bonnevaux liegt auf 904 m, 17 Kilometer ostsüdöstlich der Stadt Thonon-les-Bains (Luftlinie). Das Bergdorf erstreckt sich im Chablais, auf einer Verebnungsfläche am westlichen Talhang der Dranse d’Abondance, in den nördlichen Savoyer Alpen.
Die Fläche des 7,82 km² großen Gemeindegebiets umfasst einen Abschnitt des Vallée d’Abondance. Das Tal ist im Bereich von Bonnevaux von Süden nach Norden ausgerichtet und besitzt hier eine Engstelle. Nach Westen erstreckt sich das Gemeindeareal auf die Bergkette, welche das Vallée d’Abondance vom Tal der Dranse de Morzine trennt. Der Col du Corbier (1237 m) stellt einen relativ einfachen Übergang in dieses Tal dar. Nördlich des Passes wird auf dem Mont Ouzon mit 1881 m die höchste Erhebung von Bonnevaux erreicht. Nur ein kleiner Anteil des Gemeindebodens liegt östlich der Dranse d’Abondance. Das Gebiet reicht hier auf die Abhänge der Pointe d’Autigny.
Zu Bonnevaux gehören die Weiler Centfontaine (814 m) und La Solitude (830 m) im Tal der Dranse d’Abondance sowie Le Sommet (940 m) am Aufstieg zum Col du Corbier. Nachbargemeinden von Bonnevaux sind Vacheresse im Norden, Abondance im Osten sowie Le Biot und La Baume im Westen.

## Geschichte
Die Ortschaft wird im Mittelalter unter den latinisierten Namen Bona vallis und Bonnovallis erstmals erwähnt. Früher gehörte Bonnevaux zum Gebiet der Abtei Sainte-Marie-d’Abondance. Erst 1835 wurde Bonnevaux eine selbständige Gemeinde, vorher war es Teil von Vacheresse.

## Sehenswürdigkeiten
Die heutige Kirche von Bonnevaux wurde 1964 erbaut.

## Bevölkerung
| Jahr                       | 1962 | 1968 | 1975 | 1982 | 1990 | 1999 | 2005 |
| Einwohner                  | 210  | 211  | 204  | 209  | 254  | 240  | 271  |
| Quellen: Cassini und INSEE |      |      |      |      |      |      |      |

Mit 282 Einwohnern (Stand 1. Januar 2022) gehört Bonnevaux zu den kleinen Gemeinden des Département Haute-Savoie. In den letzten Jahrzehnten wurde insgesamt ein leichtes Wachstum der Einwohnerzahl verzeichnet.

## Wirtschaft und Infrastruktur
Bonnevaux ist noch heute ein überwiegend landwirtschaftlich geprägtes Dorf. Die Ortschaft liegt abseits der größeren Durchgangsstraßen an der Lokalstraße, die über den Col du Corbier führt. Sie ist aber von der Hauptstraße durch das Vallée d’Abondance leicht erreichbar.